# Slowaaks Technisch Museum
Het Slowaaks Technisch Museum (afgekort: STM) is een museum gelegen aan de Hlavná ulica 88 in Košice. Het heeft een technisch beleidsoogmerk met een landelijke reikwijdte en illustreert de ontwikkeling van wetenschap, technologie, transport en industrie in Slowakije.

## Geschiedenis

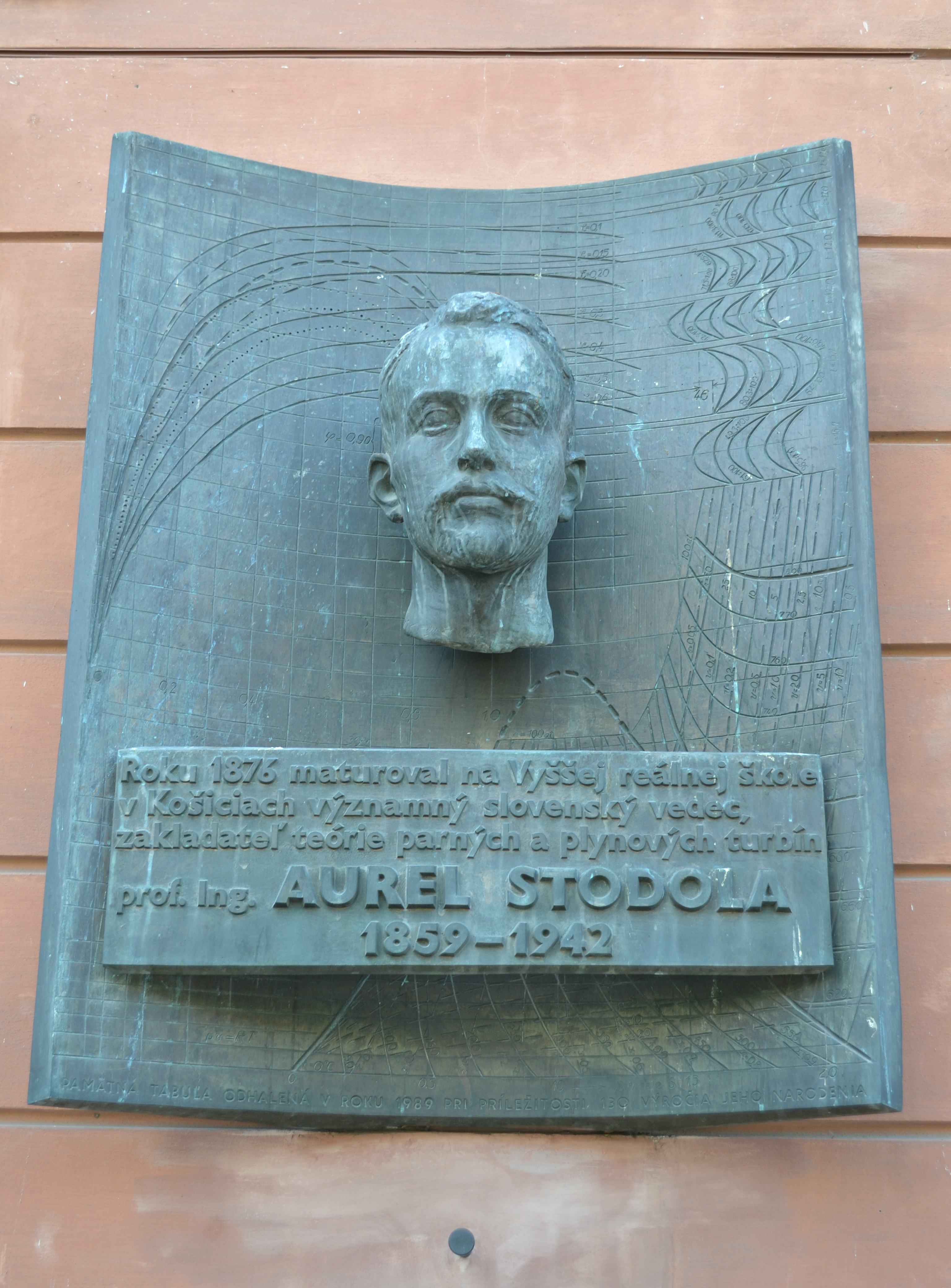
Gedenkplaat voor Aurel Stodola aan het museum in Košice.

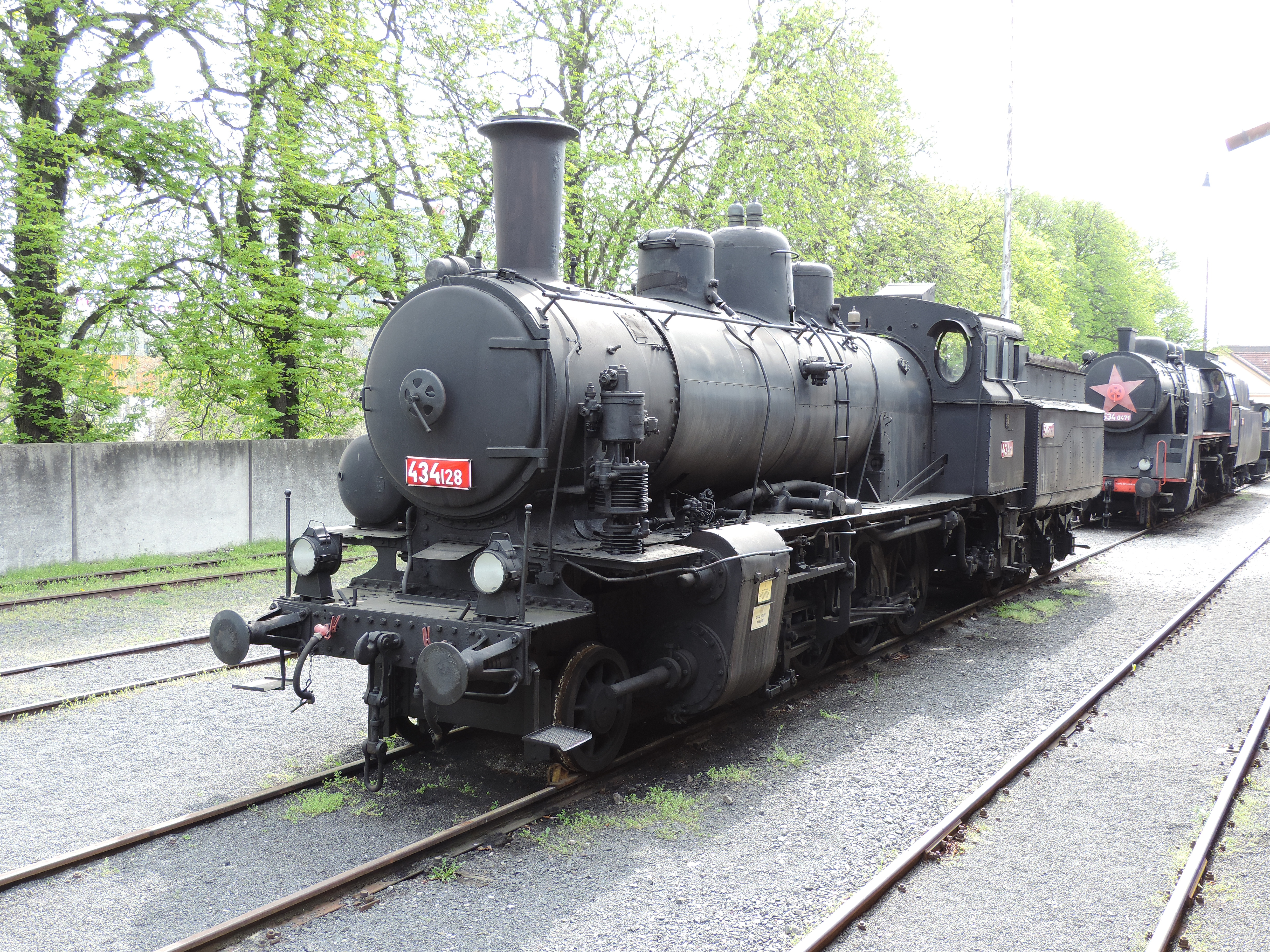
Afdeling: Transportmuseum in Bratislava. Onderafdeling: Spoorweg.

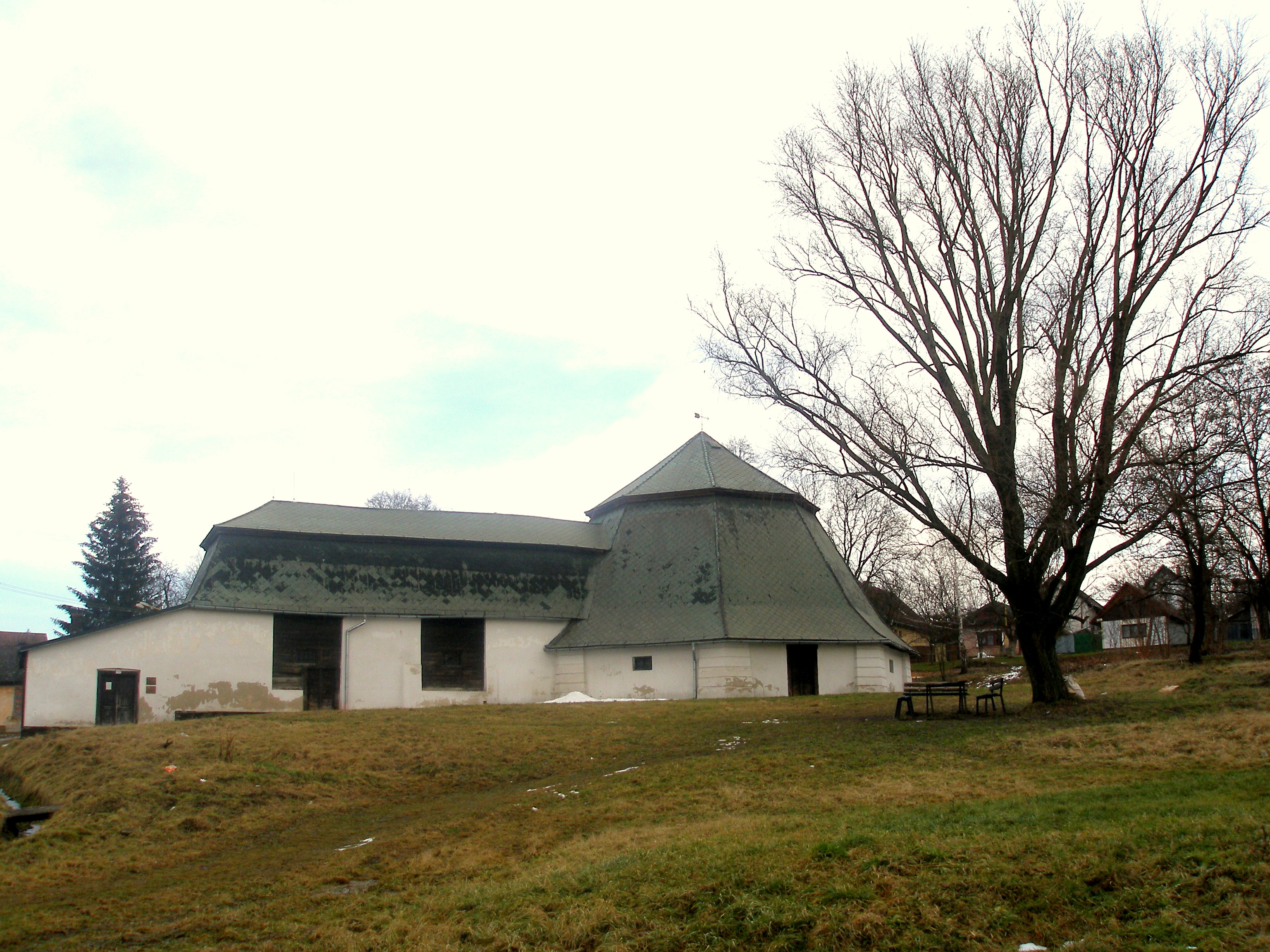
Afdeling: Solivar-museum in Prešov.

Het eerste Technisch Museum werd in 1947 gesticht door Stefan Butkovic.
Anno 1983 werd de naam Slowaaks Technisch Museum aangenomen. De oprichting van een dergelijke gespecialiseerd instelling was volledig gerechtvaardigd. Vanuit historisch perspectief was het huidige Slowakije (voorheen: "Opper-Hongarije") een van de meest industriële gebieden in het toenmalige Koninklijk Hongarije. Dankzij zijn rijkdom aan mineralen, mijnbouw en metallurgie was Opper-Hongarije (lees: Slowakije) tot het einde van de 18e eeuw een van de leidende Europese landen in de ontwikkeling van technologie. Vanuit zijn rijke geschiedenis groeide de behoefte aan dit museum teneinde technische tradities te bewaren en te documenteren.
Het Slowaaks Technisch Museum beheert een grote collectie, stimuleert landelijk de zorg voor geselecteerde technische monumenten, biedt hulp bij hun instandhouding, restauratie en toegang. Het documenteert het aandeel van Slowaakse persoonlijkheden en dito bevolking in de ontwikkeling van wetenschap en technologie.
In de loop van zijn bestaan heeft het museum tienduizenden elementen verzameld met betrekking tot allerlei onderwerpen, zoals mijnbouw, metaalbewerking, smidswerk, werktuigbouwkunde, elektrotechniek, natuurkunde, scheikunde, fotografische en cinematografische instrumenten, geodesie, cartografie, uurwerken, astronomie, luchtvaart, wegvervoer, spoorwegen, scheepvaart, zoutziederij en andere themata zoals kantoormachines, drukkerijen, energie, bouw, textielmachines, en medische technologie. 
Tot op heden heeft het museum meer dan 36.000 collectiestukken verzameld, waarvan er vele een onvervangbare en unieke waarde hebben.
Het museum beheert ook onroerende monumenten die betrekking hebben op technische onderwerpen, zoals bijvoorbeeld de gebouwen van Solivar nabij Prešov, de hoogovens Vysoká pec Karol bij Vlachovo en de constructie Hámor in Medzev.

## Locaties

### Stadscentrum Košice
In Košice is het museum gevestigd in een oud monumentaal gebouw met de naam Paleis van de hoofdkapitein (Hlavná ulica 88). Daar wordt onder meer tentoon gesteld over de volgende onderwerpen:
- metallurgie,
- mijnbouw,
- communicatie,
- elektrotechniek,
- ontwikkeling van schrijfmachines,
- geschiedenis van de natuurkunde in Slowakije,
- gebruiks- en decoratieve voorwerpen van metaal,
- ontwikkeling van geodetische technieken en cartografie.

### Elders
Op verscheidene andere locaties zijn exposities:
- Transportmuseum in Bratislava, Šancová 1/A (dit museum heeft een afdeling: "Spoorwegmuseum");
- Luchtvaartmuseum, Letisko, Košice;
- Jozef Maximilian Petzval-museum in Spišská Belá, Petzvalova 30 (fotografische optica);
- Museum voor cinematografie van de familie Schuster in Medzev, Štósska ulica č. 16;
- Hamor in Medzev, Štósska ulica č. 872 (ook bekend als de Tischler-hamer);
- Solivar-museum in Prešov, Námestie osloboditel'ov 46 (zoutproduktie);
- Het landhuis Kaštiel in Budimír, Obecný úrad Č. 19 (uurwerken);
- Hoogoven Vysoká pec Karol in Vlachovo, Železná Huta;
- Smederij in Moldava nad Bodvou.

## Bijzondere activiteiten
Gespecialiseerde actviteiten vinden plaats in het hoofdgebouw van het museum in de Hlavná-straat 88 (Košice) :
- het planetarium;
- de unieke hal van elektrische ontladingen en de energieafdeling van de fysicus en technicus Aurel Bohuslav Stodola (° 11 mei 1859 - † 25 december 1942);
- de interactieve expositie in het "Wetenschappelijk en Technisch Centrum voor kinderen en jongeren".

## Afbeeldingen

Wetenschapper Aurel Stodola op 31-jarige leeftijd.
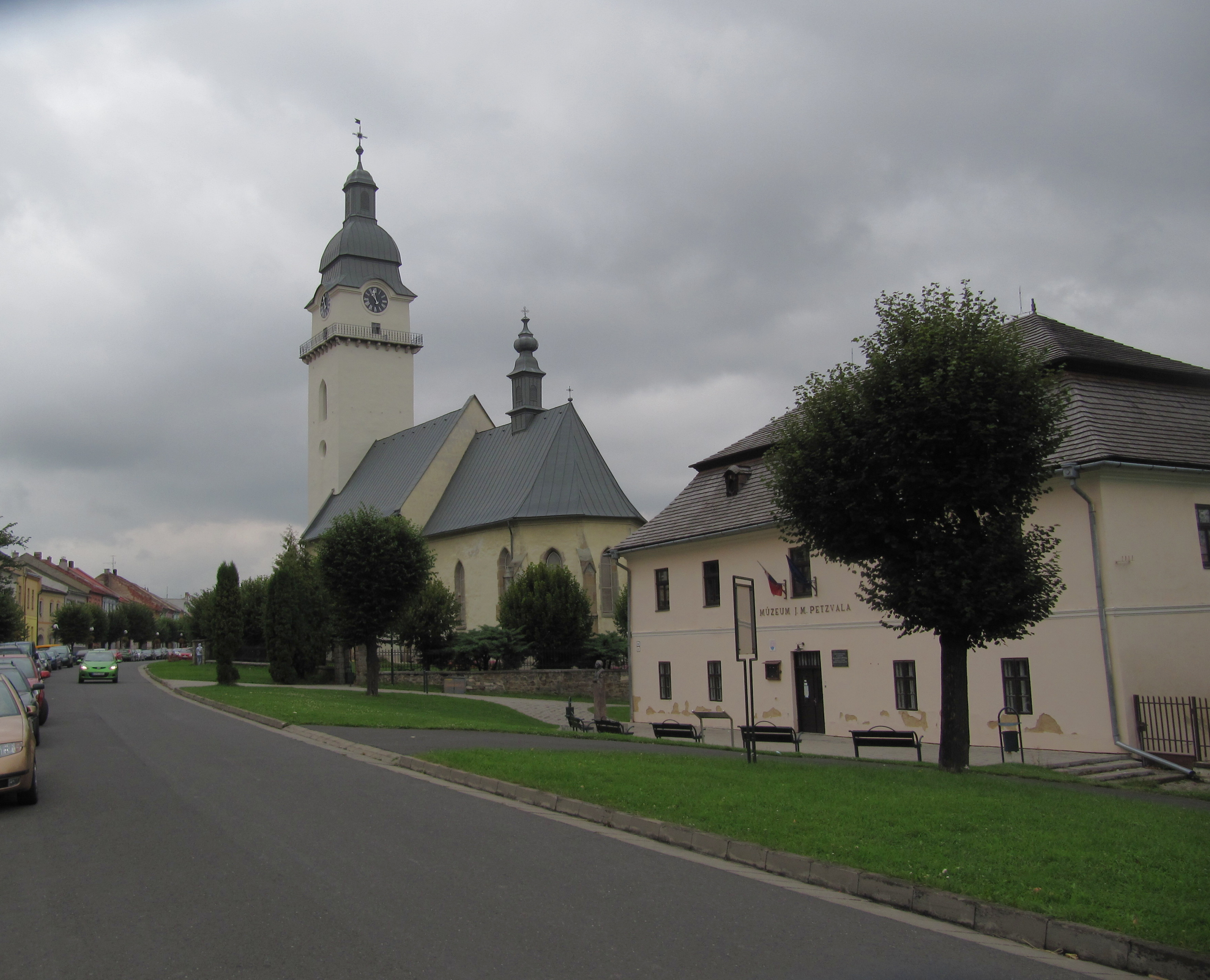
Op de voorgrond: afdeling Jozef Maximilian Petzval-museum in Spišská Belá.
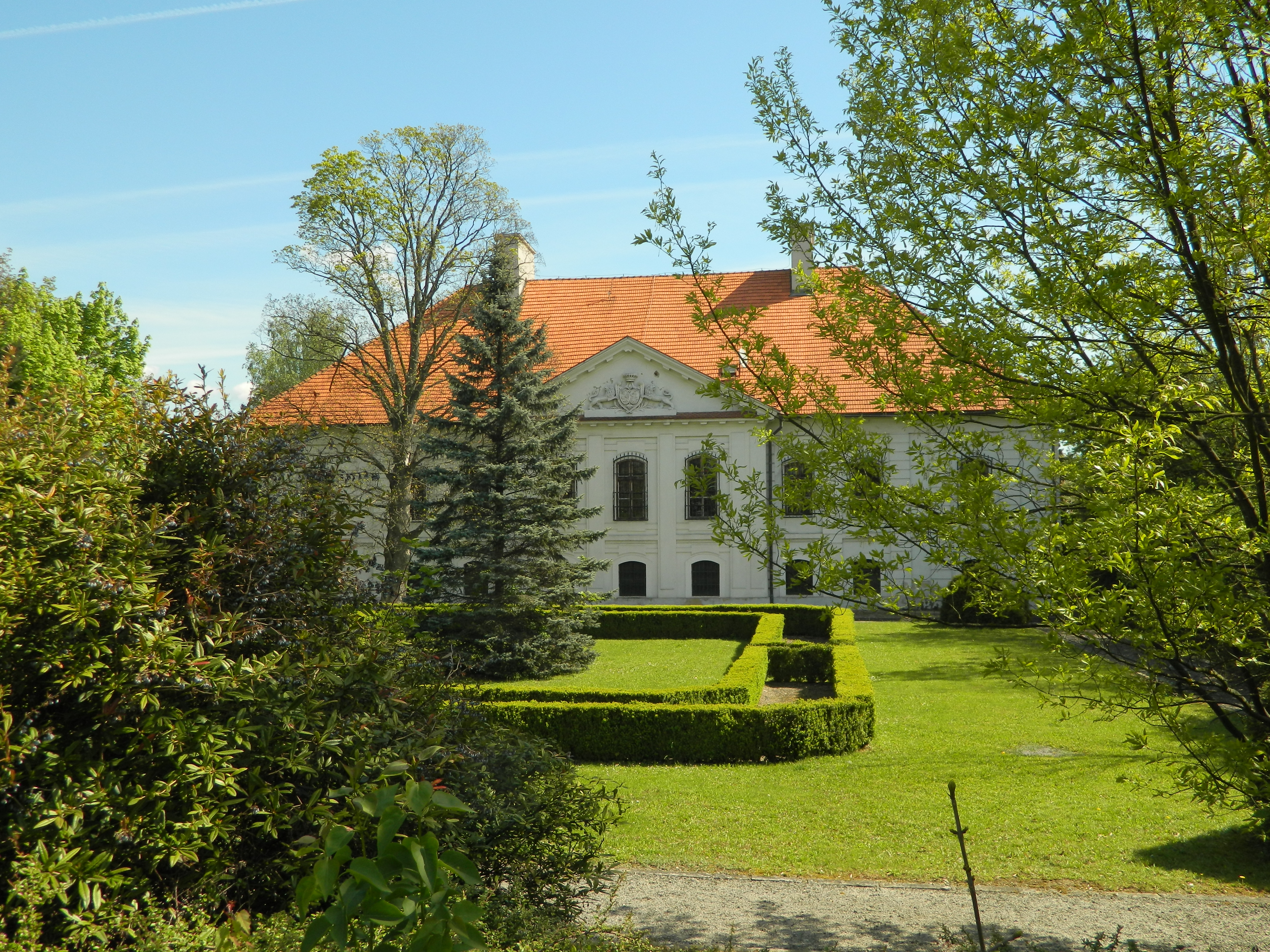
Afdeling Kaštiel in Budimír.
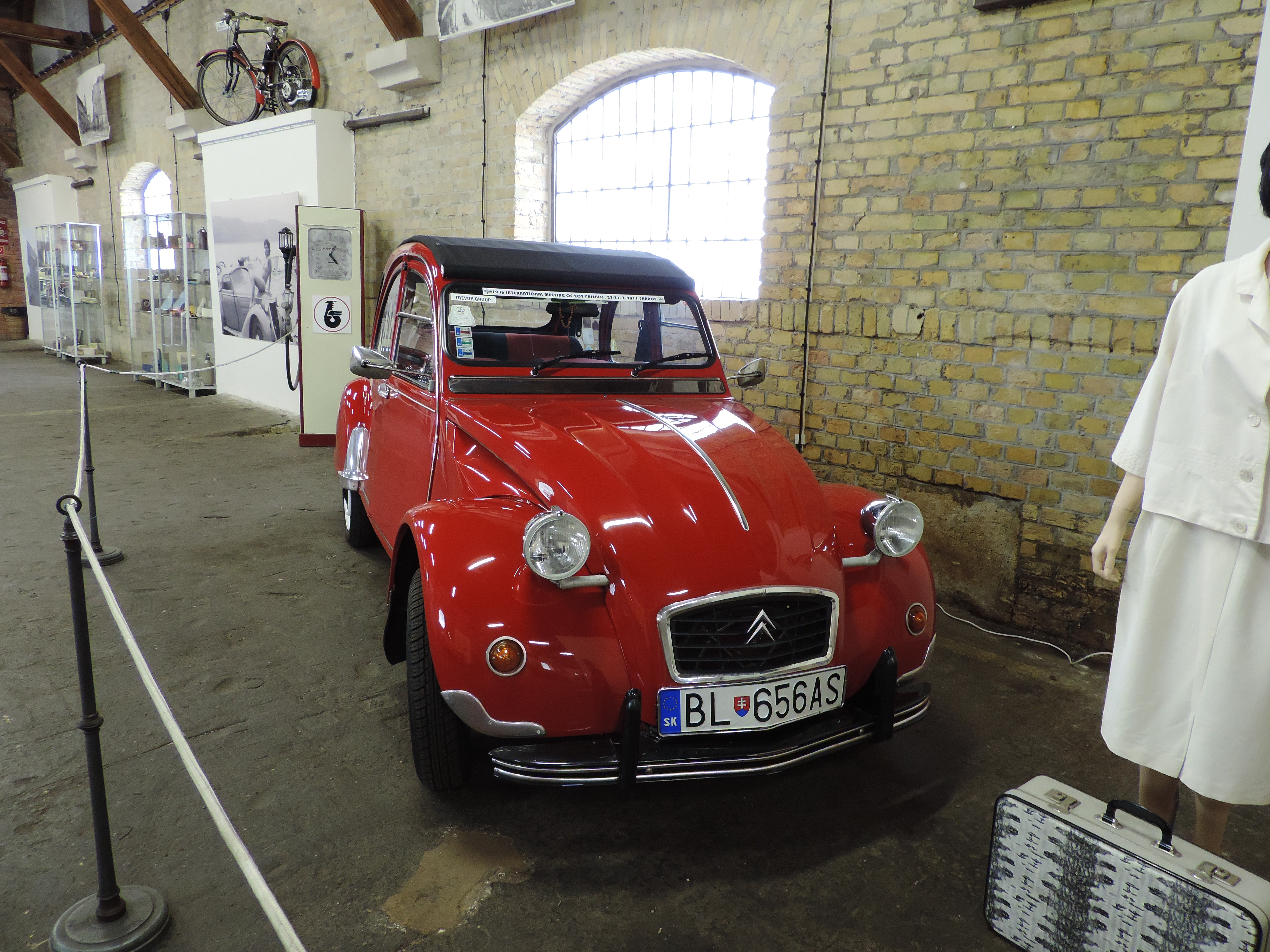
Afdeling: Transportmuseum in Bratislava..